# Radio Hall
Radio Hall war ein regionaler Hörfunksender aus Baden-Württemberg für die Stadt Schwäbisch Hall, der vom Haller Tageblatt getragen wurde.
Der Sender startete seinen Sendebetrieb am 25. Juni 1988 auf der Frequenz 102,6 MHz. Gesendet wurde nur wenige Stunden am Tag, in der restlichen Zeit wurde das Programm von Radio Regenbogen übernommen. Aufgrund einer geringen Sendeleistung von 100 W hatte der Sender nur eine sehr geringe Reichweite, konnte sich gegen die private Konkurrenz Radio 7 Ostalb (50.000 W Sendeleistung) und Antenne 1 (75.000 W Sendeleistung) nicht behaupten und musste bereits ein Jahr später Insolvenz anmelden. Damit war Radio Hall der erste private Programmveranstalter in Deutschland, der pleiteging. Am 13. August 1989 wurde der Sendebetrieb wieder eingestellt, kurz darauf entwendeten Einbrecher die gesamte Studioausrüstung im Wert von 85.000 DM.